# つぶらら
『つぶらら』は、双葉社発行の漫画雑誌「コミックハイ!」にて連載されていた山名沢湖の漫画作品。口下手ゆえにクールビューティと勘違いされてしまう長身の女子高生の日々を描くコメディ。

## あらすじ
高校入学して1ヶ月、いまだにクラスになじめない主人公、鈴置つぶら。そんなつぶらが唯一楽しみにしているのが夕方に放送しているアイドルグループ「キャラメル☆エンジェル」の番組を見ること。彼女はキャラメル☆エンジェルの熱狂的ファンなのだ。しかし、クラスメイトはそんなことは知らず、つぶらをクールなキャラクターだと勘違いしているのであった。
その気がなくても目立ってしまうつぶらは体育祭でのトラブルも美談になってしまい、地元の芸能プロダクションからスカウトされるに至る。少しでもキャラメル☆エンジェルに近付きたいつぶらはそれを承諾し、辻村つららと共にローカルアイドル「つぶらら」として地味な営業を始める。
「コミックハイ!」2006年3月号（VOL.11）から連載開始。この号では本作品が表紙を飾った。「コミックハイ!」復刊以来、『女子高生』以外の作品が表紙になったのは初めてのことである。一話完結形式が多い山名沢湖には比較的珍しい、引きのあるストーリー漫画で、話数が進むにつれ状況も変化していく。

## 登場人物
鈴置つぶら（すずおき つぶら）
主人公。富士岡県静浜市の高校一年生。長身で口数の少ない天然キャラで基本的には善良だが、クラスメイトからはクールビューティと誤解されている。黙っていれば格好いいが実はかなりボンクラ。キャラメル☆エンジェルの熱狂的ファンで、キャラ☆エンの映像を見ているときだけは満面の笑みを浮かべる。一押しはナッキー。歌はともかく踊りには（キャラ☆エンの真似っこで鍛えて）自信を持つ。
辻村つらら（つじむら つらら）
もう一人の主人公。テレビ局に隣接する寿司屋の娘。営業スマイルは可愛いが、他人に厳しく口うるさい有言実行タイプ。つぶらと組んでアイドルユニット「つぶらら」になる。幼少時から地元のCMに出て地道に実績を積み重ねてきた、筋金入りのローカルアイドルの卵である。熱意とプロ根性で、打倒キャラメル☆エンジェルを本気で誓う。お嬢様学校に通っている。

### クラスメイト
吉田千春（よしだ ちはる）
つぶらの友人3人組。
岡林泉（おかばやし いずみ）
つぶらの友人3人組。
早川りお（はやかわ りお）
つぶらの友人3人組。
佐田節子（さだ せつこ）
つぶらのクラスの学級委員長。つぶらのことを誠実で責任感のある人だと思っている。
河島渡（かわしま わたる）
おたく少年。友部と仲が良い。つぶらはアイドル嫌いだと勘違いしている。
友部等（ともべ ひとし）
おたく少年。河島と仲が良い。つぶらはアイドル嫌いだと勘違いしている。

### キャラメル☆エンジェル
つぶらが好きな女性アイドルユニット。正月に特番が放送されるほどの国民的アイドルである。
なつき
通称「ナッキー」
千代子（ちよこ）
通称「ちょこりん」
未来（みらい）
通称「みくる」
ひな
通称「ひなひな」
市子（いちこ）
通称「いっこ」
最大のヒット曲は「無敵よ恋の応援団（「無敵よ」と「恋」の間にはハートマークが入る）」。他に「水玉ラビリンス」「クルクルクリスマス」「春待ちシャイニーガール」など。

### 芸能スタッフ
片桐
「つぶらら」のマネージャー。高校時代に作詞作曲した「白いキズナ」はつぶららの出した唯一のシングル（インディーズ、主に富士岡県内で発売）となった。
筑元哲哉
「キャラメル☆エンジェル」のプロデューサー（4巻初登場）。関西弁。口癖は「ポジティブシンキングや」。
カンカン＆ランラン
「キャラメル☆エンジェル」の男性ダンスコーチ。

### その他
高柳
静浜の高校球児。わくわくワイドの地区予選レポーターとして訪れたつぶららと知り合う。卒業後はスポーツ推薦で東京の大学に通う。

## 用語

### テレビ番組
「夕日に☆キャラメル」
キャラメル☆エンジェルがメインの全国ネットの帯番組。通称「夕☆キャラ」
「わくわくワイド」
富士岡県ローカルの地方情報番組。県内では「夕☆キャラ」の裏番組にあたる。
「ワイドショー」
芸能情報番組。午後浅い時間（14時ころ？）放送されている。キャラ☆エン情報を視聴覚室でみるためにつぶらは授業を抜け出したりする。
「歌番組」
サングラスの司会者の歌番組などが放送されている。

## 単行本
1. ISBN 978-4-575-83306-5 2006年12月11日発行
2. ISBN 978-4-575-83379-9 2007年8月12日発行
3. ISBN 978-4-575-83458-1 2008年3月12日発行
4. ISBN 978-4-575-83537-3 2008年10月11日発行